# Super Rugby U20
El Super Rugby U20 es un torneo juvenil de rugby de Nueva Zelanda.

## Participantes
- Blues U20
- Chiefs U20
- Crusaders U20
- Fijian Drua U20
- Highlanders U20
- Hurricanes U20
- Moana Pasifika U20
- New Zealand Barbarians

## Historia
El torneo fue fundado en 2021, con la presencia de las cinco franquicias de Nueva Zelanda del Súper Rugby junto con la adición del combinado New Zealand Barbarians.
Para la temporada 2023 fueron incluidos en la competición los equipos juveniles de las franquicias Fijian Drua y Moana Pasifika.

## Campeones
| Temporada | Campeón                | Subcampeón      |
| --------- | ---------------------- | --------------- |
| 2021      | Chiefs U20             | Blues U20       |
| 2022      | New Zealand Barbarians | Highlanders U20 |
| 2023      | Blues U20              | Hurricanes U20  |
| 2024      | Crusaders U20          | Chiefs U20      |
| 2025      | Crusaders U20          | Chiefs U20      |